# 田中毅
田中 毅（たなか たけし、1978年（昭和53年）11月2日 - ）は、日本テレビのエグゼクティブ・アナウンサー。

## 略歴・人物
世田谷学園高等学校、上智大学法学部地球環境法学科卒業後、日本テレビに2002年4月入社。同期は佐藤良子、炭谷宗佑、宮崎宣子、山本舞衣子。
TOEIC795点。普通自動車運転免許を持つ。サーフィン好き。血液型は長らく調べていなかったが、健康診断でB型であることが判明した。2016年11月29日、タレントのにわみきほと入籍したことを発表。2017年3月、第38回NNSアナウンス大賞テレビ部門大賞受賞。2020年1月に第1子男児、2023年4月に第2子女児が誕生。

## 出演
太字は出演中
- スポーツ中継（ボクシング、IRL、NASCAR、Bリーグ、サッカー）
- NNNニュースプラス1（スポーツコーナー、2003年9月29日 - 2006年3月31日）
- NNN Newsリアルタイム（スポーツコーナー、2006年4月3日 - 9月29日）
- NNNきょうの出来事 - 寺島淳司の代理
- あさ天サタデー（新聞コーナー）
- ご存じですか
- NNN24 スーパースポーツ24
- アナ☆パラ（火・木）
- 企業Gメン（土曜、16:55 - 17:00）
- ズームイン!!SUPER - スポーツコーナー
  - 水 - 金曜担当（2006年10月4日 - 2010年10月1日）
  - 月 - 木曜担当（2010年10月4日 - 2011年3月31日）
- おもいッきりDON!（2009年11月26日・27日）- 上重聡の代理
- ZIP! - スポーツキャスター
  - 月・木担当（2011年4月1日（番組開始時）- 2016年3月24日）
  - 木・金担当（2019年10月3日[8] - 2020年4月10日、2021年4月1日 - 2022年9月30日）
  - 火・木担当（2020年4月14日 - 5月28日、2020年9月1日 - 2021年3月25日）
  - 月・水・金担当 （2020年6月1日 - 8月28日）
  - 佐藤義朗の代理[9]（2021年7月19日 - 21日・26日 - 28日・8月2日 - 4日、2022年1月11日）
  - 山本紘之の代理[10]（2022年8月1日 - 3日、2023年9月25日・26日、2024年6月10日 - 12日・8月13日・14日）
  - 平松修造の代理（2024年10月24日・25日、2025年2月27日）
- Going!Sports&News
  - 土・日曜アシスタント（2011年4月2日 - 2013年9月29日）
  - 土曜アシスタント（2013年10月5日 - 2017年3月27日（26日深夜））
  - 杉原凜（ニュースコーナー）の代理（2023年12月16日）
- NEWS ZERO→news zero
  - ラルフ鈴木の代理（2013年5月10日）
  - 安村直樹の代理（2024年3月15日・22日）
  - 山本紘之の代理（2024年7月26日・8月2日・9月6日）
- ソチオリンピック開会式（2014年2月8日）- 実況
- 真相報道 バンキシャ!（2016年6月12日）- 安藤翔の代理
- バゲット
  - 隔週木曜レギュラー（2019年4月4日 - 9月19日）
  - MC[11]（2022年10月3日 - 2023年3月30日）
- the Gift - 大切なあなたへ - （2017年4月10日 - 2024年3月18日）- 隔週ナレーター
- news every.サタデー（2023年4月1日 - ）- メインキャスター
- DayDay.（2023年4月5日 - ）- 水曜ナレーター
- ヒルナンデス! - ニュースキャスター
  - 水曜担当（2023年4月5日 - 2024年3月27日）
  - 後呂有紗の代理（2024年5月22日）
- NNNストレイトニュース
  - 山﨑誠の代理（2024年2月9日・3月29日）
  - 後呂有紗の代理（2024年5月22日）
- 日テレNEWS24（不定期）
- シューイチ（2024年8月11日）- スポーツキャスター代理

## 雑誌
- たまごクラブ（2020年3月号 - 2020年2月15日、ベネッセコーポレーション） - インタビュー[12]。